# 神日
神日（じんにち、貞観2年（860年） - 延喜16年11月27日（916年12月24日））は、平安時代前期から後期にかけての真言宗の僧。白雲上綱とも称される。
京都愛宕山の白雲寺で円成寺益信から灌頂を受け、玄証・延性から真言密教を学んだ。白雲寺の上綱を務め、916年（延喜16年）律師に任じられた。
| スタブアイコン | サブスタブ | この項目は、まだ閲覧者の調べものの参照としては役立たない、人物に関連した書きかけの項目です。この項目を加筆・訂正などしてくださる協力者を求めています（P:人物伝/PJ:人物伝）。 |